# Facundo Cardozo
Facundo Omar Cardozo (6 april 1995) is een Argentijns  voetballer die als centrale verdediger speelt. Hij stroomde in 2013 door uit de jeugd van CA Vélez Sarsfield.

## Clubcarrière
Cardozo komt uit de jeugdacademie van CA Vélez Sarsfield. Hij debuteerde voor CA Vélez Sarsfield in de Argentijnse Primera División tijdens het seizoen 2013/14. Op 3 november 2013 scoorde hij zijn eerste competitietreffer, tegen Quilmes AC.

## Statistieken
| Seizoen | Club               | Competitie                   | Wedstrijden | Doelpunten |
| ------- | ------------------ | ---------------------------- | ----------- | ---------- |
| 2013/14 | CA Vélez Sarsfield | Argentijnse Primera División | 11          | 1          |